# Stegnogramma griffithii
Stegnogramma griffithii är en kärrbräkenväxtart som först beskrevs av Thomas Moore, och fick sitt nu gällande namn av Iwatsuki. Stegnogramma griffithii ingår i släktet Stegnogramma och familjen Thelypteridaceae. Utöver nominatformen finns också underarten S. g. wilfordii.